# The Rose That Grew from Concrete
The Rose That Grew from Concrete er et album udgivet af Tupac Shakur i 2000.

## Trackliste
1. "Tupac Interlude" – 0:57
2. "Wake Me When I'm Free" (featuring Babatunde Olatunji) – 5:52
3. "Can U C the Pride in the Panther (Male Version)" (featuring Mos Def) – 2:57
4. "When Ure Heart Turns Cold" (featuring Sonia Sanchez) – 1:38
5. "U R Ripping Us Apart!!!" (featuring Dead Prez) – 3:04
6. "Tears of a Teenage Mother" (featuring Jasmine Guy) – 0:39
7. "God" (Featuring Reverend Run) – 0:47
8. "And Still I Love You" (featuring Red Rat) – 3:03
9. "Can U C the Pride in the Panther (Female Version)" (featuring Mos Def) – 4:54
10. "If There Be Pain" (featuring Providence & RasDaveed El Harar) – 4:32
11. "A River That Flows Forever" (featuring Danny Glover og Afeni Shakur) - 2:20
12. "The Rose That Grew from Concrete" (featuring Nikki Giovanni) - 2:35
13. "In The Event of My Demise" (featuring The Outlawz) - 4:41
14. "What of a Love Unspoken" (featuring Tre) - 3:16
15. "Sometimes I Cry" (featuring Dan Rockett) - 3:10
16. "The Fear in the Heart of Man" (featuring Q-Tip) - 4:16
17. "Starry Night" (featuring Quincy Jones, Mac Mall & Rashida Jones) - 4:33
18. "What of Fame?" (featuring Russell Simmons) - 0:21
19. "Only 4 the Righteous" (featuring Rha Goddess) - 2:29
20. "Why Must You Be Unfaithful" (featuring Sarah Jones) - 1:12
21. "Wife 4 Life" (featuring 4th Avenue Jones og K-Ci) - 4:06
22. "Lady Liberty Needs Glasses" (featuring Malcolm Jamal Warner) - 2:23
23. "Family Tree" (featuring Lamar Antwon Robinson og The IMPACT Repertory Theatre) - 3:21
24. "Thug Blues" (featuring Lamar Antwon Robinson, Tina Thomas Bayyan og The IMPACT Repertory Theatre) - 4:46
25. "The Sun and the Moon" (featuring Chief Okena Littlehawk) - 1:56

## Hitliste
Album
| Hitliste                              | Højeste placering |
| ------------------------------------- | ----------------- |
| U.S. Billboard 200                    | 89                |
| U.S. Billboard Top R&B/Hip Hop Albums | 28                |